# 두 영혼의 남자
《두 영혼의 남자》(영어: All of Me)는 미국에서 제작된 칼 라이너 감독의 1984년 판타지 코미디 영화이다. 스티브 마틴, 릴리 톰린 등이 출연하였고, 스티븐 J. 프리드먼 등이 제작에 참여하였다.

## 출연진
- 스티브 마틴
- 릴리 톰린
- 매덜린 스미스
- 빅토리아 테넌트
- 리처드 리버티니
- 대나 엘카
- 제이슨 버나드
- 셀마 다이아몬드
- 에릭 크리스마스
- 게일러드 사테인
- 니바 패터슨
- 마이클 엔사인
- 페기 퓨리

## 기타 제작진
- 협력 제작: 필 올던 로빈슨
- 배역: 페니 페리
- 미술: 에드워드 C. 카패그노